# Stridsvagn 74
Stridsvagn 74 (Strv 74) – szwedzki czołg podstawowy będący modyfikacją czołgu Stridsvagn m/42, używany przez szwedzką armię w latach 1957–1981. Na podwoziu pojazdu m/42 zamontowano nową armatę kalibru 75 mm, a zawieszenie i napęd pojazdu zostały zmodyfikowane.
W latach 60. XX wieku pojazdy Strv 74 zostały zastąpione w brygadach pancernych przez czołgi Centurion Mk 10 (Strv 101) i przydzielono je do służby w samodzielnych (a później podlegających brygadom piechoty) kompaniach niszczycieli czołgów.